# Sinagra

Ubicació de Sinagra dins la província

Sinagra (sicilià Sinagra) és un municipi italià, dins de la ciutat metropolitana de Messina. L'any 2008 tenia 2.840 habitants. Limita amb els municipis de Castell'Umberto, Ficarra, Naso, Raccuja, Sant'Angelo di Brolo, Tortorici i Ucria.

## Administració
| Període | Identitat      | Partit        |
| ------- | -------------- | ------------- |
| 2007-   | Gaetano Scarso | Llista cívica |